# Partido Comunista Egipcio
El Partido Comunista Egipcio (en árabe: الحزب الشيوعي المصري), es un partido político comunista de Egipto.

## Historia
El Partido fue creado en 1975 por algunos miembros del antiguo Partido Comunista de Egipto.
Bajo los regímenes de los presidentes Anwar Sadat y Hosni Mubarak el nuevo PCE se enfrentó a la represión estatal, y se le prohibió participar en las elecciones. El Partido, sin embargo, continuó operando en la clandestinidad hasta el derrocamiento de Mubarak en 2011. Desde entonces, los comunistas egipcios se han involucrado en la movilización de los trabajadores.

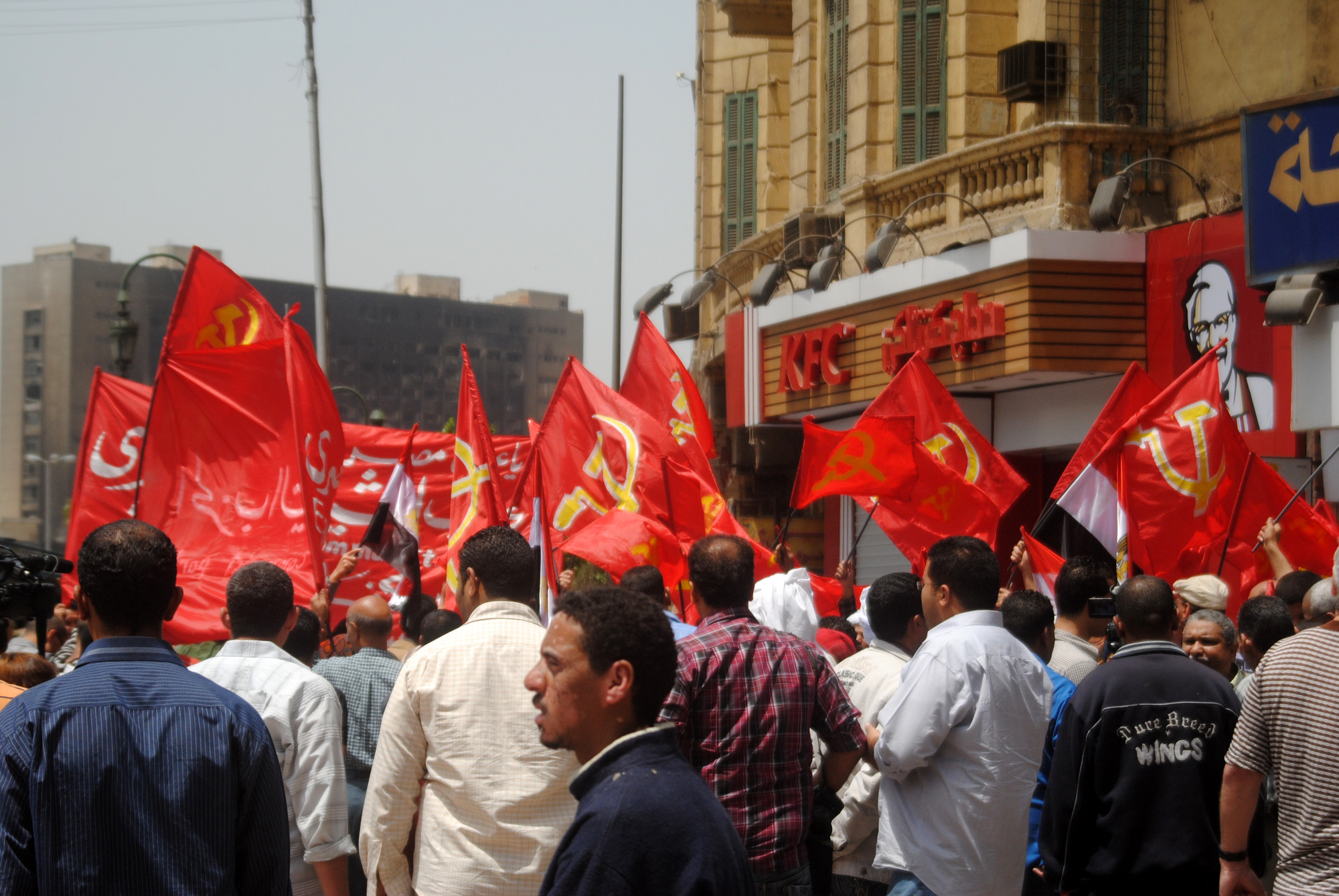
Banderas del Partido Comunista Egipcio en la Plaza Tahrir.

El 10 de mayo de 2011 el Partido Comunista Egipcio acordó incorporarse junto con otros cuatro partidos de izquierda en un frente socialista llamado Coalición de Fuerzas Socialistas.